# Discografia di Bonnie Tyler

## Album studio
- 1977 - The World Starts Tonight
- 1978 - Natural Force
- 1979 - Diamond Cut
- 1981 - Goodbye to the Island
- 1983 - Faster Than the Speed of Night
- 1986 - Secret Dreams and Forbidden Fire
- 1988 - Hide Your Heart
- 1991 - Bitterblue
- 1992 - Angel Heart
- 1993 - Silhouette in Red
- 1995 - Free Spirit
- 1998 - All in One Voice
- 2003 - Heart Strings
- 2004 - Simply Believe
- 2005 - Wings
- 2013 - Rocks and Honey

## Raccolte
Lista parziale
- 1977 - The Hits of Bonnie Tyler
- 1986 - Greatest Hits
- 1989 - Heaven and Hell (con Meat Loaf)
- 1992 - Here Am I
- 1993 - The Very Best of Bonnie Tyler
- 1994 - The Very Best of Bonnie Tyler Volume 2
- 2001 - Bonnie Tyler Greatest Hits
- 2002 - Total Eclipse Anthology
- 2011 - Best of 3 CD
- 2013 - All the Hits

## Album live
- 2006 - Bonnie Tyler Live
- 2011 - Live in Germany 1993 (CD/DVD)

## Singoli
- 2013 Believe in Me
- 2011 Salty Rain con Matthias Reim
- 2006 Louise (UK)
- 2005 Celebrate (promo)
- 2005 Louise
- 2004 Vergiss es (Forget It) con Matthias Reim
- 2004 Si tout s'arrête con Kareen Antonn
- 2003 Si demain... (Turn Around) con Kareen Antonn e Jim Steinman
- 2003 Learning to Fly
- 2003 Against All Odds
- 2003 Amazed
- 1998 He's the King
- 1998 Heaven
- 1996 Limelight
- 1996 You Are the One
- 1996 Two Out of Three Ain't Bad scritto per Jim Steinman
- 1996 Making Love (Out Of Nothing At All)
- 1994 Back Home
- 1994 Say Goodbye
- 1994 You Are So Beautiful
- 1993 Silhouette in Red
- 1993 Stay
- 1993 From the Bottom of My Lonely Heart
- 1993 Sally Comes Around
- 1992 God Gave Love to You
- 1993 Call Me
- 1993 Call Me Radio Mix
- 1992 The Desert Is in Your Heart con Sophia Arvaniti
- 1992 Fools Lullaby
- 1992 Where Were You
- 1992 Against the Wind
- 1991 Holding Out For A Hero
- 1991 Bitterblue
- 1991 Endless Night , versione in lingua inglese di Nené di Amedeo Minghi,[1] Festival di Sanremo 1991[2]
- 1990 Breakout
- 1989 Merry Christmas - tema dei titoli di coda per "Un minuto a mezzanotte" ("3615 code: Père Noël" -
- 1988 It's a Heartache
- 1988 Don't Turn Around
- 1988 Save Up All Your Tears
- 1988 Hide Your Heart
- 1988 The Best
- 1987 Islands con Mike Oldfield
- 1986 Sem Limites Pra Sonhar con Fábio Jr.
- 1986 Lovers Again 1986
- 1986 No Way to Treat a Lady
- 1986 Rebel Without a Clue
- 1986 Band of Gold 1986
- 1986 Loving You Is a Dirty Job con Todd Rundgren e Jim Steinman
- 1986 If You Were a Woman (And I Was a Man)
- 1984 Here She Comes
- 1984 Holding Out for a Hero con Jim Steinman e Dean Pitchford
- 1984 A Rockin' Good Way con Shakin Stevens
- 1984 Getting So Excited
- 1983 Tears con Frankie Miller
- 1983 Straight From The Heart
- 1983 Have You Ever Seen the Rain
- 1983 Faster Than the Speed of Night con Jim Steinman
- 1983 Take Me Back 1983
- 1983 Total Eclipse of the Heart con Jim Steinman
- 1981 Sayonara Tokyo
- 1981 Goodbye to the Islands
- 1980 I'm Just a Woman
- 1979 Sola a la Orilla del Mar
- 1979 Sitting on the Edge of the Ocean
- 1979 Married Men
- 1979 I Believe in Your Sweet Love
- 1979 What a Way to Treat My Heart
- 1979 Too Good to Last
- 1979 My Guns Are Loaded
- 1978 Louisiana Rain
- 1978 If I Sing You a Love Song
- 1978 Hey Love
- 1978 Here Am I
- 1977 It's a Heartache
- 1977 Heaven
- 1977 More Than a Lover
- 1976 Lost in France
- 1975 My My Honeycomb

## Colonne sonore
- 1979: Married Men per Il mondo di una cover girl
- 1984: Holding Out for a Hero per Footloose
- 1984: Here She Comes per Metropolis (riedizione)
- 1986: Matter of the Heart per Il replicante
- 1988: I Loved a Man con George Martin per "Under Milk Wood" (film TV)
- 1988: Holding Out for a Hero per Corto circuito 2
- 1989: Merry Christmas per Un minuto a mezzanotte
- 1989: Into The Sunset con Mike Batt per The Dreamstone (serie TV)
- 1989: Holding Out for a Hero per Chi è Harry Crumb?
- 1990: Breakout per Fuoco, neve e dinamite
- 1991: Against the Wind per Der Fall Schimanski
- 1992: Race to the Fire and Against the Wind per Zorc Mann Ohne Grenzen
- 1994: Fire in My Soul per Die Stadtindianer
- 1996: Say Goodbye per Asterix conquista l'America
- 1996: Limelight sigla delle trasmissioni della XXVI Olimpiade per la ZDF
- 1996: Forget Her per Der Schattenmann
- 1998: Total Eclipse of the Heart per Urban Legend
- 1998: He´s the King and You Are a Woman per Der König von St. Pauli
- 1999: Jack of Hearts per Jack of Hearts (sceneggiato della BBC)
- 2001: Holding Out for a Hero e Total Eclipse of the Heart per Bandits
- 2003: Total Eclipse of the Heart per Party Monster
- 2010: Total Eclipse of the Heart per Romanzo Criminale - La Serie
- 2011: Holding Out for a Hero per Saints Row: The Third
- 2012: Total Eclipse of the Heart per Criminal Minds - st. 7 episodio 12

## Collaborazioni con altri artisti
- 1979: Sitting on the Edge of the Ocean in World Popular Song Festival in Tokyo A.A.V.V.
- 1983: When Loves Attacks in Good Dirty Fun di Rick Derringer
- 1984: A Rocking Goodway in The Bob Won't Stop di Shakin' Stevens
- 1986: Sem Limites Pra Sonhar in Sem Limites Pra Sonhar di Fábio Jr.
- 1986: Live-in world e It's Not Easy in It's a Live-In World A.A.V.V.
- 1987: Islands in Islands di Mike Oldfield
- 1987: Let It Be in Ferry Aid A.A.V.V.
- 1987: Perfection in Cher di Cher
- 1987: Emotional Fire in Heart of Stone di Cher
- 1990: Sailing  in Rock Against Repatriation A.A.V.V.
- 1992: The Desert Is in Your Heart in Parafora di Sophia Apbanith
- 1998: Tyre Tracks and Broken Hearts e A Kiss Is a Terrible Thing to Waste con Meat Loaf in Songs from Whistle Down the Wind A.A.V.V.
- 1998: I Put a Spell on You in Philharmania A.A.V.V.
- 1998: The Sun Comes Up, the Sun Goes Down con Paul Carrack e Jools Holland in 2 Days Later With Jools Holland di Jools Holland
- 1999: Is Anybody There? in Return to the Centre of the Earth di Rick Wakeman
- 2000: Prizefighter con Chris Thompson in Feedback 86 di Steve Hackett
- 2001: Tables Turn in The Ring di Mal Pope
- 2003: Loving You Means Leaving You in GPH di Gary Pickford-Hopkins
- 2004: Total Eclipse of the Heart in For You di Peter Brocklehurst
- 2004: Vergiss es in Deja Vu di Matthias Reim
- 2011: Salty Rain in Sieben Leben di Matthias Reim

## VHS / DVD
- 1986: Bonnie Tyler The Video VHS
- 2006: Bonnie on Tour 2006 DVD, Stickmusic